# Saison 1989-1990 de la LIH
Saison précédente Saison suivante
La Saison 1989-1990 est la quarante-cinquième saison de la ligue internationale de hockey.
Les Ice d'Indianapolis remportent la Coupe Turner en battant les Lumberjacks de Muskegon en série éliminatoire.

## Saison régulière
Après vingt saisons d'existence, les Hawks de Saginaw cessent leurs activités avant le début de la saison. De leur côté, les Rangers de Denver sont vendus et déménagés pour devenir les Roadrunners de Phoenix.

### Classement de la saison régulière
Pour les significations des abréviations, voir Statistiques du hockey sur glace.
| Équipe                  | PJ | V  | D  | N | DP | PTS | Bp  | Bc  |
| ----------------------- | -- | -- | -- | - | -- | --- | --- | --- |
| Lumberjacks de Muskegon | 82 | 55 | 21 | 0 | 6  | 116 | 389 | 304 |
| Wings de Kalamazoo      | 82 | 53 | 23 | 0 | 6  | 112 | 389 | 311 |
| Spirits de Flint        | 82 | 40 | 36 | 0 | 6  | 86  | 326 | 358 |
| Komets de Fort Wayne    | 82 | 37 | 34 | 0 | 11 | 85  | 316 | 345 |

| Équipe                     | PJ | V  | D  | N | DP | PTS | Bp  | Bc  |
| -------------------------- | -- | -- | -- | - | -- | --- | --- | --- |
| Ice d'Indianapolis         | 82 | 53 | 21 | 0 | 8  | 114 | 315 | 237 |
| Golden Eagles de Salt Lake | 82 | 37 | 36 | 0 | 9  | 83  | 326 | 311 |
| Admirals de Milwaukee      | 82 | 36 | 39 | 0 | 7  | 79  | 316 | 370 |
| Rivermen de Peoria         | 82 | 31 | 38 | 0 | 13 | 75  | 317 | 378 |
| Roadrunners de Phoenix     | 82 | 27 | 44 | 0 | 11 | 65  | 314 | 394 |

### Meilleurs pointeurs
Nota : PJ = Parties Jouées, B  = Buts, A = Aides, Pts = Points
| Joueur         | Équipe     | PJ | B  | A  | Pts |
| -------------- | ---------- | -- | -- | -- | --- |
| Michel Mongeau | Peoria     | 73 | 39 | 78 | 117 |
| Bruce Boudreau | Phoenix    | 82 | 41 | 68 | 109 |
| Dave Michayluk | Muskegon   | 79 | 51 | 51 | 102 |
| Bob Lakso      | Fort Wayne | 82 | 42 | 58 | 100 |
| Gary Emmons    | Kalamazoo  | 81 | 41 | 59 | 100 |
| Tim Sweeney    | Salt Lake  | 81 | 46 | 51 | 97  |
| Scott Gruhl    | Muskegon   | 80 | 41 | 51 | 92  |
| Jim Vesey      | Peoria     | 60 | 47 | 44 | 91  |
| Marc Bureau    | Salt Lake  | 67 | 43 | 48 | 91  |
| Ken Hodge      | Muskegon   | 68 | 33 | 53 | 86  |

## Séries éliminatoires
|  | Quarts de finale           | Quarts de finale           |                         |   | Demi-finales | Demi-finales |  |  | Finale | Finale |
|  | Quarts de finale           | Quarts de finale           |                         |   | Demi-finales | Demi-finales |  |  | Finale | Finale |
|  |                            |                            |                         |   |              |              |  |  |        |        |
|  |                            |                            |                         |   |              |              |  |  |        |        |
|  |                            |                            |                         |   |              |              |  |  |        |        |
|  | Lumberjacks de Muskegon    | 4                          |                         |   |              |              |  |  |        |        |
|  | Lumberjacks de Muskegon    | 4                          |                         |   |              |              |  |  |        |        |
|  | Komets de Fort Wayne       | 1                          |                         |   |              |              |  |  |        |        |
|  | Komets de Fort Wayne       | 1                          | Lumberjacks de Muskegon | 4 |              |              |  |  |        |        |
|  |                            |                            | Lumberjacks de Muskegon | 4 |              |              |  |  |        |        |
|  |                            | Wings de Kalamazoo         | 2                       |   |              |              |  |  |        |        |
|  | Wings de Kalamazoo         | Wings de Kalamazoo         | 2                       | 4 |              |              |  |  |        |        |
|  | Wings de Kalamazoo         |                            |                         | 4 |              |              |  |  |        |        |
|  | Spirits de Flint           | 0                          |                         |   |              |              |  |  |        |        |
|  | Spirits de Flint           | 0                          | Lumberjacks de Muskegon | 0 |              |              |  |  |        |        |
|  |                            |                            | Lumberjacks de Muskegon | 0 |              |              |  |  |        |        |
|  |                            | Ice d'Indianapolis         | 0                       |   |              |              |  |  |        |        |
|  | Ice d'Indianapolis         | Ice d'Indianapolis         | 0                       | 4 |              |              |  |  |        |        |
|  | Ice d'Indianapolis         |                            |                         | 4 |              |              |  |  |        |        |
|  | Rivermen de Peoria         | 1                          |                         |   |              |              |  |  |        |        |
|  | Rivermen de Peoria         | 1                          | Ice d'Indianapolis      | 4 |              |              |  |  |        |        |
|  |                            |                            | Ice d'Indianapolis      | 4 |              |              |  |  |        |        |
|  |                            | Golden Eagles de Salt Lake | 1                       |   |              |              |  |  |        |        |
|  | Golden Eagles de Salt Lake | Golden Eagles de Salt Lake | 1                       | 4 |              |              |  |  |        |        |
|  | Golden Eagles de Salt Lake |                            |                         | 4 |              |              |  |  |        |        |
|  | Admirals de Milwaukee      | 2                          |                         |   |              |              |  |  |        |        |
|  | Admirals de Milwaukee      | 2                          |                         |   |              |              |  |  |        |        |

## Trophées remis
- Collectifs :
  - Coupe Turner (champion des séries éliminatoires) : Ice d'Indianapolis.
  - Trophée Fred-A.-Huber (champion de la saison régulière) : Lumberjacks de Muskegon.
- Individuels :
  - Trophée du commissaire (meilleur entraîneur) : Darryl Sutter, Ice d'Indianapolis.
  - Trophée Leo-P.-Lamoureux (meilleur pointeur) : Michel Mongeau, Rivermen de Peoria.
  - Trophée James-Gatschene (MVP) : Michel Mongeau, Rivermen de Peoria.
  - Trophée N.-R.-« Bud »-Poile (meilleur joueur des séries) : Mike McNeal, Ice d'Indianapolis.
  - Trophée Garry-F.-Longman (meilleur joueur recrue) : Rob Murphy (en), Admirals de Milwaukee.
  - Trophée Ken-McKenzie (meilleur recrue américaine) : Tim Sweeney, Golden Eagles de Salt Lake.
  - Trophée des gouverneurs (meilleur défenseur) : Brian Glynn, Golden Eagles de Salt Lake.
  - Trophée James-Norris (gardien avec la plus faible moyenne de buts alloués) : Jimmy Waite, Ice d'Indianapolis.
  - Ironman Award (durabilité/longévité) : Bob Lakso, Komets de Fort Wayne.